# Халили, Анан
Анан Халили (араб. عنان خلايلي‎; родился 3 сентября 2004) — израильский футболист, полузащитник бельгийского клуба «Юнион» и национальной сборной Израиля.

## Клубная карьера
С 2012 по 2014 год тренировался в футбольной академии клуба «Бейтар» из Хайфы. В 2014 году присоединился к академии клуба «Маккаби (Хайфа)». 2 февраля 2022 года дебютировал в основном составе «Маккаби» в матче против клуба «Хапоэль Хадера» в Кубке Израиля. 11 июля 2023 года забил свой первый гол за клуб в матче квалификации Лиги чемпионов УЕФА против «Хамрун Спартанс».

## Карьера в сборной
Выступал за сборные Израиля до 19, до 20, до 21 года.
В 2023 году в составе сборной Израиля до 20 лет сыграл на молодёжном чемпионате мира, забив на турнире 3 гола и помог команде занять третье место.
15 ноября 2023 года дебютировал за главную сборную Израиля в матче против сборной Швейцарии.

## Достижения
«Маккаби» (Хайфа)
- Обладатель Суперкубка Израиля: 2023

«Юнион»
- Чемпион Бельгии: 2024/25
- Обладатель Суперкубка Бельгии: 2024

## Личная жизнь
Анан Халили родился в Хайфе в семье израильских арабов родом из Сахнина. Его отец Маджи Халили также был футболистом.